# Daimaru
 (novembre 2020).
Si vous disposez d'ouvrages ou d'articles de référence ou si vous connaissez des sites web de qualité traitant du thème abordé ici, merci de compléter l'article en donnant les références utiles à sa vérifiabilité et en les liant à la section « Notes et références ».
The Daimaru, Inc. (株式会社大丸, Kabushiki-gaisha Daimaru) est une société japonaise qui exploite une chaîne de grands magasins, principalement dans la région du Kansai. Elle a son siège dans l'arrondissement de Chūō-ku à Osaka.

## Histoire
L'histoire de Daimaru remonte à  Dai-Monjiya, un magasin de textiles de Kyoto, fondée par  Shimomura Hikoemon Masahiro en 1717. Le nom Daimaru fut utilisé pour la première fois pour un magasin de Nagoya, dans la préfecture d'Aichi, appelé Daimaruya, qui ouvrit ses portes en 1728.
La chaîne de magasins fut constituée en société commerciale en 1920, sous le nom de Daimaru textiles K.K., nom qui fut changé en Daimaru en 1928. Dans les années 1960, Daimaru était la plus grande chaîne de magasins de détail du Japon.
La société a été membre de l'Association Internationale des Grands Magasins de 1962 à 1982.

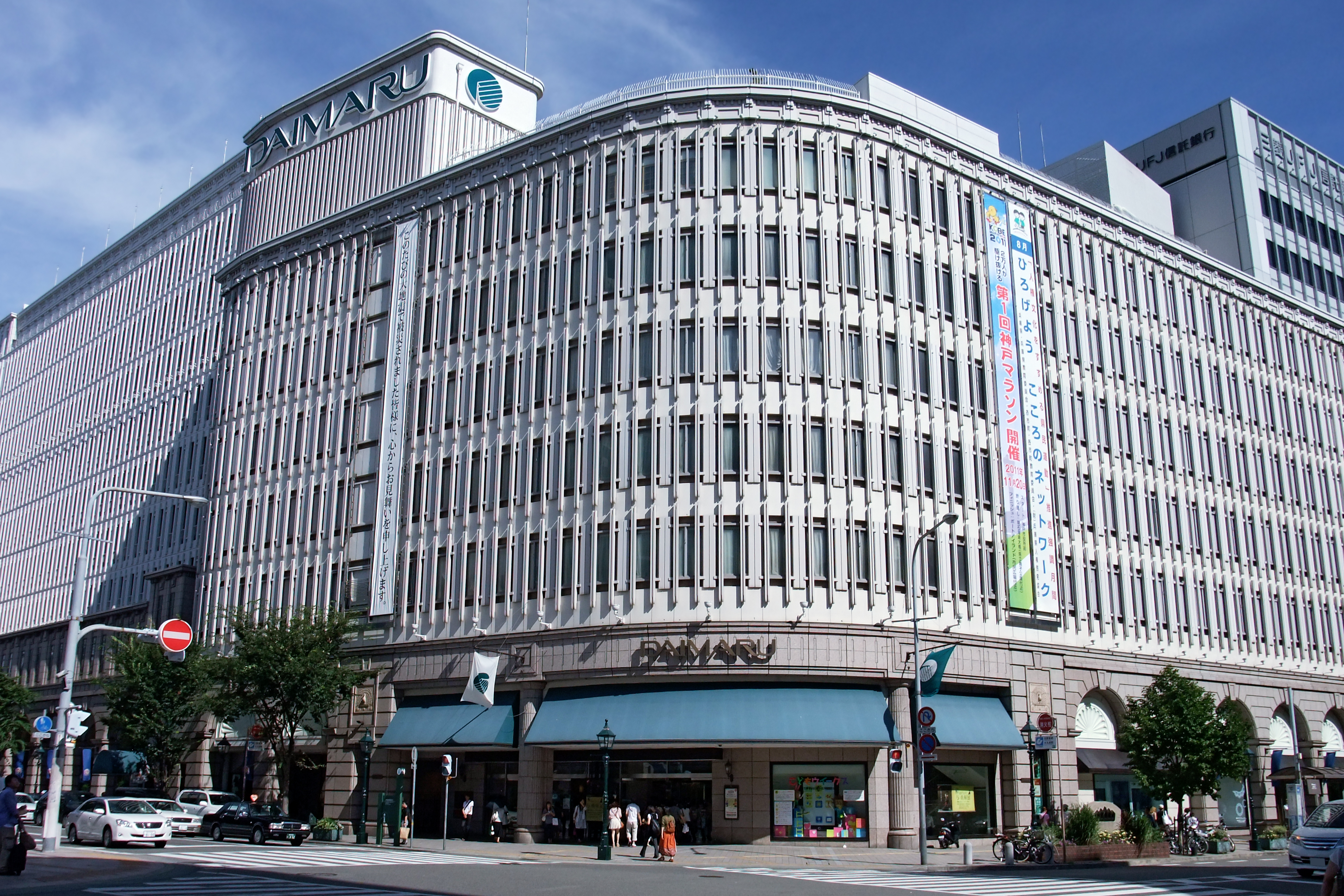
Le Daimaru de Kōbe.
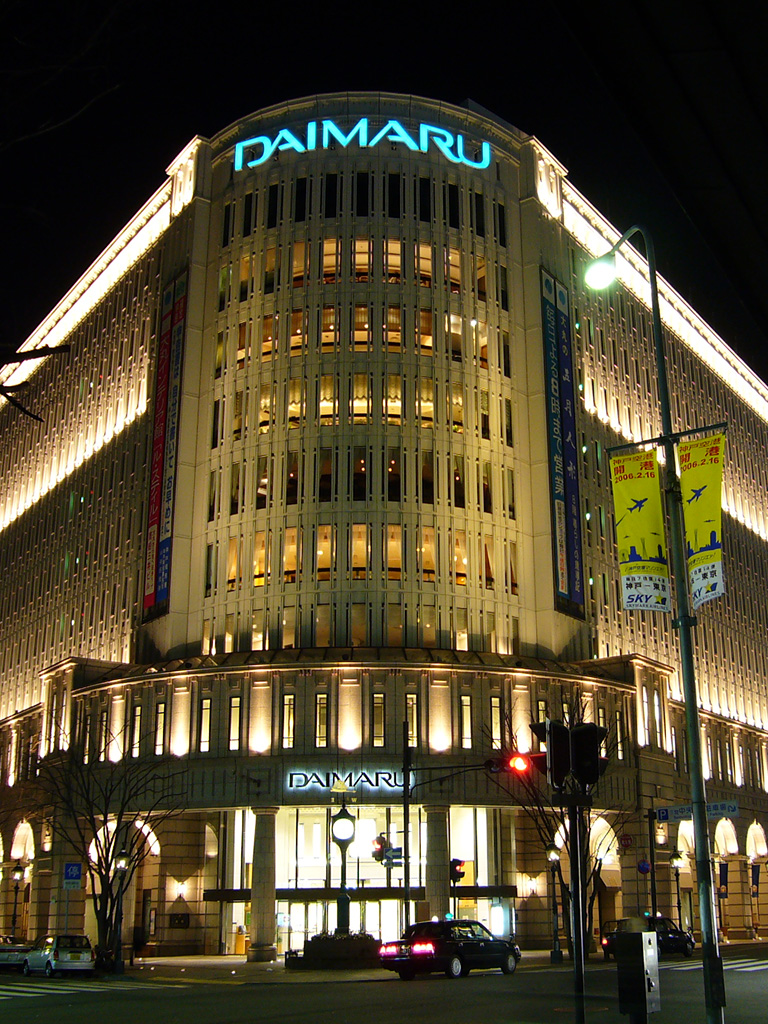
Le Daimaru de Kōbe la nuit.
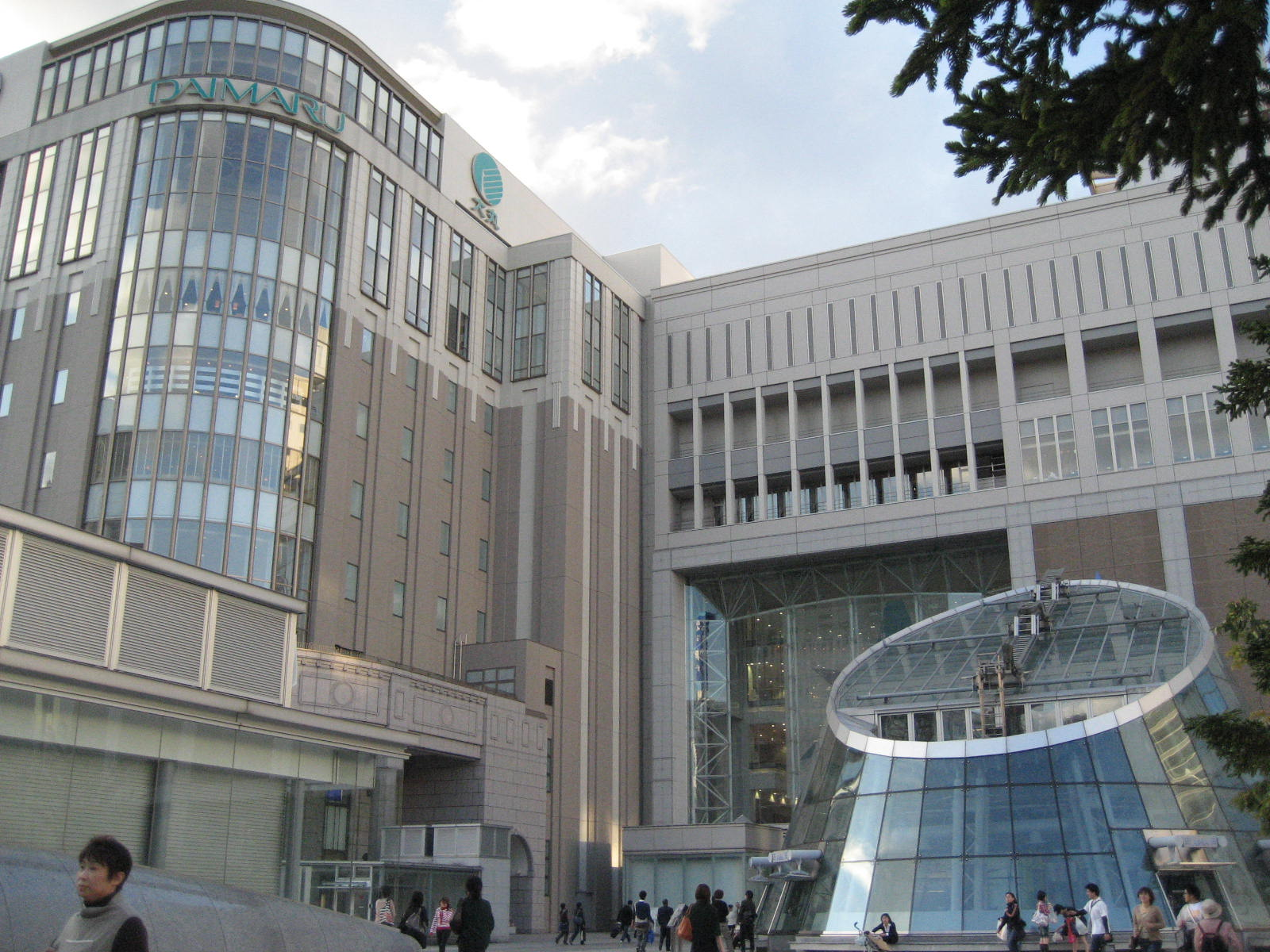
Daimaru à la gare de Sapporo.

### Expansion et revers internationaux
Daimaru s'est installée en Malaisie, d'abord à Penang en 1942, puis à Singapour en novembre 1983, pour l'ouverture du centre commercial Liang Court (en) (détruit en 2021). Ses magasins sur place ont fermé en 2003.
En 1960, elle a ouvert un magasin à Hong Kong, qui n'a fermé qu'en 1998.
En 1964, elle a été la première chaîne japonaise de magasins à ouvrir une filiale en Thaïlande sous le nom Thai Damairu. Victime de la crise économique asiatique de 1997, cette filiale a disparu en 1998.
En Australie, elle a ouvert un magasin à Melbourne en 1991, puis à Gold Coast en 1998. Elle a quitté le pays en 2002, après presque une décennie de résultats décevants,.